# Yohann Sangaré
Yohann Sangaré (Poissy, Francia, 5 de abril de 1983) es un   baloncestista francés. Con una altura de 1,95 m su posición en la cancha es la de base. 

## Trayectoria
- 2001-2002  OAR Ferrol
- 2002-2003 CB Valladolid
- 2002-2003 CB Melilla
- 2003-2004 UB La Palma
- 2004-2008 ASVEL Villeurbanne
- 2008-2009 Olimpia Milano
- 2009-2010  B.C. Ferrara
- 2010-2011 STB Le Havre
- 2011-2012 Entente Orléanaise 45
- 2012-2014 Chorale Roanne
- 2014- ASVEL Lyon-Villeurbanne